# İsmail Ertekin
İsmail Ertekin (* 1. Januar 1959 in Bursa) ist ein ehemaliger türkischer Fußballspieler und -trainer.

## Spielerkarriere
Ertekin begann mit dem Vereinsfußball 1975 in der Jugend von Bursaspor. Drei Jahre später wurde er in den Profikader involviert und gab am 2. September 1978 während einer Ligapartie gegen Fenerbahçe Istanbul sein Profidebüt. In seiner zweiten Saison, der Saison 1979/80, beendete sein Verein die Liga auf dem 4. Tabellenplatz und erreichte damit die beste Erstligaplatzierung der bisherigen Vereinsgeschichte. Dabei absolvierte Ertekin in dieser Spielzeit lediglich drei Ligaspiele. Die nachfolgende Saison kam er in 10 Ligaspielen zum Einsatz. Nachdem ihm in vier Jahren für Bursaspor der Durchbruch nicht gelungen war, verließ er im Sommer 1982 den Verein in Richtung des Zweitligisten Kütahyaspor.
Nachdem er eineinhalb Spielzeiten für Kütahyaspor aktiv gewesen war, wechselte er wieder in die 1. Lig zurück und heuerte bei Boluspor an. Für diesen Verein kam er in der Rückrunde im Ligabetrieb nur zweimal zum Einsatz, währenddessen er fünf Pokalbegegnungen für seinen neuen Verein absolvierte. In der Saison 1984/85 kam er zu regelmäßigen Einsätzen. Dennoch verließ er zum Sommer 1985 Boluspor und wechselte zum Drittligisten Sönmez Filamentspor. Mit diesem Verein beendete er die Türkiye 3. Futbol Ligi 1985/86 als Meister und stieg in die 2. Lig auf. Nach einem weiteren Jahr für Filament SK und anschließenden zwei Spielzeiten für Bozüyükspor beendete er zum Sommer 1989 seine Spielerkarriere.

## Trainerkarriere
Ertekin begann seine Trainerkarriere 1992 als Jugendtrainer bei Bursaspor. Nachdem er hier zwei Jahre verschiedene Funktionen ausfüllte, übernahm er im November 1995 beim Viertligisten Bursa Merinosspor das Co-Traineramt. Ein Jahr später begann er in diese Funktion bei Bursaspor zu arbeiten und blieb bis ins Jahr 1999. Dabei übernahm er 1998, nachdem der Cheftrainer Rasim Kara den Verein verlassen hatte, interimsweise für vier Spiele die Mannschaft. Nach seiner Tätigkeit bei Bursaspor arbeitete er ab 1999 bei Adanaspor und assistierte Nenad Bijedić, mit dem er zuvor auch bei Bursaspor zusammengearbeitet hatte.
2001 begann er das erste Mal in seiner Karriere als Cheftrainer zu arbeiten und betreute mit dem Viertligisten Oyak Renault SK einen Verein seiner Heimatprovinz Bursa. Diesen Verein betreute er bis zum Frühjahr 2004 und übernahm den Rest der Saison 2003/04 den Co-Trainerposten bei Bursaspor und assistierte erneut Nenad Bijedić. Anschließend arbeitete er für verschiedenen Teams der TFF 3. Lig bzw. der TFF 2. Lig.
Zum Frühjahr übernahm er den Viertligisten Bandırmaspor. Diesen Verein führte er in der Saison 2009/10 zur Meisterschaft und damit zum Aufstieg in die TFF 2. Lig. Nach einem weiteren Jahr bei diesem Verein verließ er diesen und arbeitete in der Saison 2011/12 bei Oyak Renault SK.
Mitte Dezember 2012 wurde er beim Drittligisten Balıkesirspor als Cheftrainer vorgestellt. Nach kurzer Zeit übernahm er mit diesem Verein die Tabellenführung und beendete die Saison als Meister der Zweitligasaison 2012/13. In Folge dieses Erfolges stieg er mit seinem Team in die Süper Lig auf. Nach der 1:3-Heimniederlage gegen den direkten Abstiegskonkurrenten Sivasspor vom 10. Spieltag trat Ertekin von seinem Amt zurück.
Nach seinem Abschied von Balıkesirspor blieb Ertekin etwa drei Monate ohne Trainertätigkeit und übernahm zur Rückrunde der Saison 2014/15 den Drittligisten Kocaeli Birlikspor. Am Saisonende verließ er den Verein dann aufgrund von Meinungsverschiedenheiten vorzeitig. Im Februar 2016 übernahm er dann zum zweiten Mal in seiner Trainerlaufbahn den Drittligisten Bandırmaspor. Diesen Verein hatte er bereits in den Jahren 2009–2011 trainiert und ihn zum Aufstieg in die TFF 2. Lig verholfen. Dieses Mal führte er den Verein im Sommer 2016 zum Play-off-Sieg dieser Liga und damit zum Aufstieg in die TFF 1. Lig. Im November 2016 verließ er diesen Klub.

## Erfolge

### Als Spieler
Mit Bursaspor
- Tabellenvierter der Süper Lig: 1979/80

Mit Sönmez Filamentspor
- Meister der TFF 2. Lig und Aufstieg in die TFF 1. Lig: 1985/86

### Als Trainer
Mit Bandırmaspor
- Meister der TFF 3. Lig und Aufstieg in die TFF 2. Lig: 2009/10
- Play-off-Sieger der TFF 2. Lig und Aufstieg in die TFF 1. Lig: 2015/16

Mit Balıkesirspor
- Meister der TFF 2. Lig und Aufstieg in die TFF 1. Lig: 2012/13
- Vizemeister der TFF 1. Lig und Aufstieg in die Süper Lig: 2013/14